# Нойндорф-бай-Шляйц
Нойндорф-бай-Шляйц (нім. Neundorf bei Schleiz) — громада в Німеччині, розташована в землі Тюрингія. Входить до складу району Заале-Орла. Складова частина об'єднання громад Зенплатте.
Площа — 11,80 км2. Населення становить 262 ос. (станом на 31 грудня 2021).